# Igreja Evangélica Presbiteriana da Costa do Marfim
A Igreja Evangélica Presbiteriana da Costa do Marfim (IEPCM) - em francês Église Evangélique Presbytérienne de Côte d'Ivoire - é uma denominação reformada presbiteriana na Costa do Marfim. Foi formada em 1997, por imigrantes coreanos, com o auxílio da Igreja Presbiteriana (EUA).

## História
Em 1896, imigrantes coreanos na Costa do Marfim estabeleceram a primeira igreja presbiteriana do país, em Abidjan. 
A igreja recebeu ajuda do Conselho Nacional de Igrejas Presbiterianas Coreanas da Igreja Presbiteriana (EUA) e se espalhou por diversas regiões do país..
Em 1997, foi formalmente constituída a Igreja Evangélica Presbiteriana da Costa do Marfim (IEPCM), quando se separou completamente da Igreja Presbiteriana (EUA).
A partir do seu crescimento, a denominação fundou o Instituto Presbiteriano de Teologia Evangélica da Costa do Marfim (IPTECI), para formação de pastores.

## Doutrina
A IEPCM subscreve a Confissão de Fé de Westminster, Catecismo Maior de Westminster e Breve Catecismo de Westminster.

## Relações Intereclesiásticas
A denominação já foi, anteriormente, membro da Fraternidade Reformada Mundial.